# Polní Voděrady
Polní Voděrady är en ort i Tjeckien.   Den ligger i regionen Mellersta Böhmen, i den centrala delen av landet, 50 km öster om huvudstaden Prag. Polní Voděrady ligger 305 meter över havet och antalet invånare är 135.
Terrängen runt Polní Voděrady är lite kuperad, och sluttar norrut. Runt Polní Voděrady är det ganska tätbefolkat, med 52 invånare per kvadratkilometer. Närmaste större samhälle är Kolín, 8,5 km nordost om Polní Voděrady. Trakten runt Polní Voděrady består till största delen av jordbruksmark.